# Diocesi di Tubursico-Bure
La diocesi di Tubursico-Bure (in latino Dioecesis Thubursicensis-Bure) è una sede soppressa e sede titolare della Chiesa cattolica.

## Storia
Tubursico-Bure, identificabile con Teboursouc nell'odierna Tunisia, è un'antica sede episcopale della provincia romana dell'Africa Proconsolare, suffraganea dell'arcidiocesi di Cartagine.
Sono quattro i vescovi documentati di Tubursico-Bure. Servus Dei è menzionato da sant'Agostino di Ippona nel suo Contra Cresconio attorno al 404 ed aveva come competitore donatista il vescovo Cipriano; questi, secondo la testimonianza dello stesso Agostino, fu deposto da Primiano, vescovo donatista di Cartagine, perché cum turpissima femina in lupanari deprehensus. Alla conferenza di Cartagine del 411, che vide riuniti assieme i vescovi cattolici e donatisti dell'Africa romana, presero parte lo stesso Servus Dei e il donatista Donato, che aveva sostituito Cipriano. Reparato infine intervenne al concilio cartaginese del 525.
Dal 1933 Tubursico-Bure è annoverata tra le sedi vescovili titolari della Chiesa cattolica; dal 13 febbraio 2014 il vescovo titolare è Mychajlo Bubnij, C.SS.R., esarca arcivescovile di Odessa e amministratore arcivescovile di Crimea.

## Cronotassi

### Vescovi
- Servus Dei † (prima del 404 - dopo il 411)
  - Cipriano † (? - prima del 411 deposto) (vescovo donatista)
  - Donato † (menzionato nel 411) (vescovo donatista)
- Reparato † (menzionato nel 525)

### Vescovi titolari
- Winnibald Joseph Menezes † (29 novembre 1967 - 27 maggio 2002 deceduto)
- Aloísio Jorge Pena Vitral (11 febbraio 2006 - 25 novembre 2009 nominato vescovo di Teófilo Otoni)
- Mychajlo Bubnij, C.SS.R., dal 13 febbraio 2014